# Беленіно
Беленіно (рос. Беленино)  — присілок Сафоновського району Смоленської області Росії. Входить до складу Беленінського сільського поселення.
Населення —  404 особи (2007 рік). 